# Чхве Хын Чхоль
Чхве Хын Чхоль (3 декабря 1981 года, Муджу, Южная Корея) — южнокорейский прыгун с трамплина, участник пяти зимних Олимпийских игр, чемпион Азиатских игр и Универсиад.

## Спортивная биография
Заниматься прыжками с трамплина Чхве Хын Чхоль начал в 1991 году, последовав примеру старшего брата.
В Кубке мира в Чхве Хын Чхоль дебютировал 20 декабря 1997 года на этапе в швейцарском городе Энгельберг. В январе 2000 года 
Чхве первый раз попал в десятку лучших на этапе Кубка мира. Всего на сегодняшний момент имеет 2 попадания в десятку на этапах Кубка мира, оба в командных соревнованиях, в личных дисциплинах не поднимался выше 11-го места. Лучшим результатом Чхве в итоговом общем зачёте Кубка мира является 45-е место в сезоне 1999/2000. За свою карьеру участвовал в семи чемпионатах мира, лучший результат 10-е место в командных соревнованиях на чемпионате мира 2005 года, а в личных соревнованиях не поднимался выше 24-го места.
На зимних Олимпийских играх Чхве дебютировал в 1998 году в Нагано. Южнокорейский прыгун стартовал в трёх дисциплинах: нормальный трамплин - 46-е место, большой трамплин - 40-е место, командные соревнования - 13-е место.
На зимних Олимпийских играх 2002 года в Солт-Лейк-Сити стал 30-м на нормальном трамплине, занял 41-е место в квалификации на большом трамплине и 8-м в команде.
На зимних Олимпийских играх 2006 года в Турине стартовал в трёх дисциплинах: стал 13-м в команде, 47-м на большом трамплине и 36-м в квалификации на нормальном трамплине.
На зимних Олимпийских играх 2010 года в Ванкувере показал следующие результаты: нормальный трамплин 48-е место, большой трамплин 49-е место.
В 2014 году Чхве выступил на своих пятых зимних Олимпийских играх в Сочи. В прыжках с нормального трамплина Чхве уверенно преодолел квалификацию, заняв 34-е место. В основном раунде корейский прыгун занял 43-е место. В прыжках с большого трамплина Чхве Хын Чхоль вновь пробился в основной раунд, где южнокорейский прыгун показал 44-е место. В командных соревнованиях сборная Южной Кореи заняла предпоследнее 11-е место, а сам Чхве показал второй результат в своей команде.

### Кубок мира

#### Результаты в Кубке мира
| 2013/14 Итоги | 2013/14 Итоги | Германия | Германия | Финляндия | Финляндия | Норвегия | Норвегия | Норвегия | Германия | Германия | Швейцария | Швейцария | Германия | Германия | Австрия | Австрия | Австрия | Австрия | Польша | Польша | Польша | Япония | Япония | Германия | Германия | Швеция | Финляндия | Финляндия | Финляндия | Норвегия | Норвегия | Словения | Словения | Словения |
| Очков         | Место         | Ком      | Инд      | Инд       | Инд       | См       | Инд      | Инд      | Инд      | Инд      | Инд       | Инд       | Т4Т      | Т4Т      | Т4Т     | Т4Т     | Пол     | Пол     | Инд    | Ком    | Инд    | Инд    | Инд    | Инд      | Инд      | Инд    | Инд       | Инд       | Инд       | Инд      | Инд      | Инд      | Ком      | Инд      |
| 0             | —             | 13       | Q        | Q         | ×         | —        | —        | —        | —        | —        | —         | —         | Q        | Q        | —       | —       | Q       | Q       | —      | —      | —      | —      | —      | Q        | Q        | Q      | —         | —         | —         | —        | —        | —        | —        | —        |

| 2012/13 Итоги | 2012/13 Итоги | Норвегия | Норвегия | Норвегия | Финляндия | Финляндия | Россия | Россия | Швейцария | Швейцария | Германия | Германия | Австрия | Австрия | Польша | Польша | Польша | Япония | Япония | Норвегия | Норвегия | Чехия | Чехия | Германия | Германия | Германия | Германия | Германия | Финляндия | Финляндия | Финляндия | Норвегия | Норвегия | Словения | Словения | Словения |
| Очков         | Место         | См       | Инд      | Инд      | Ком       | Инд       | Инд    | Инд    | Инд       | Инд       | Т4Т      | Т4Т      | Т4Т     | Т4Т     | Инд    | Ком    | Инд    | Инд    | Инд    | Пол      | Пол      | Пол   | Пол   | Ком      | Пол      | Инд      | Пол      | Ком Пол  | Ком       | Инд       | Инд       | Инд      | Инд      | Пол      | Ком Пол  | Пол      |
| 0             | —             | —        | —        | —        | —         | —         | —      | —      | —         | —         | 44       | Q        | Q       | Q       | —      | —      | —      | 47     | 51     | —        | —        | —     | —     | 12       | ×        | Q        | Q        | —        | —         | Q         | Q         | Q        | Q        | Q        | —        | Q        |